# 吴俊峰
吴俊峰，中华人民共和国政治人物、外交官。
1997年，接替鲁培新，担任中华人民共和国驻斯洛文尼亚大使。2000年，由杨鹤熊接任。